# 亨利·泰特
亨利·泰特 （英語：Sir Henry Tate, 1st Baronet, 1819年3月11日—1899年12月5日）是一位英国企业家和慈善家。

## 生平
1819年出生于英国兰开夏郡乔利一个基督教一位论派家庭，1832年成为利物浦一家杂货店学徒，七年后自己开店。1859年成为一家精炼制糖厂的合伙人，1861年卖掉自己杂货店。1869年已经获得精炼制糖厂的绝对控制权，将其更名为亨利·泰特公司。迅速成为亿万富豪后捐赠大量钱款给慈善机构。1889年捐赠65幅当代画作给政府，为存放这些画作，又捐赠8万英镑修建美术馆，于1897年泰特美术馆建成竣工。1898年6月27日被册封为从男爵。
1899年12月5日在伦敦斯特雷特姆逝世，享年80岁。

## 家庭
1841年与妻子在利物浦结婚，有三个孩子。

## 画廊

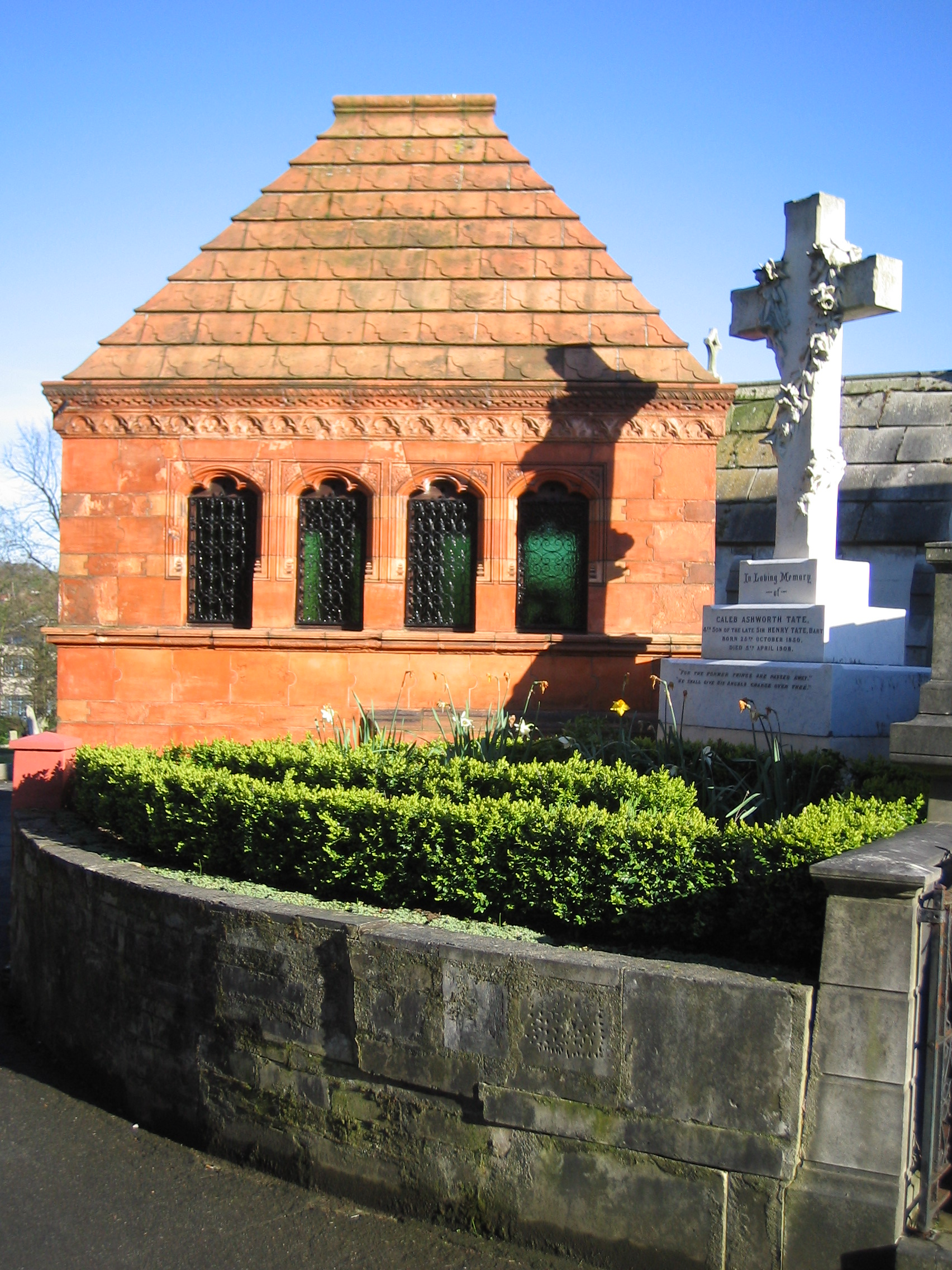
墓地
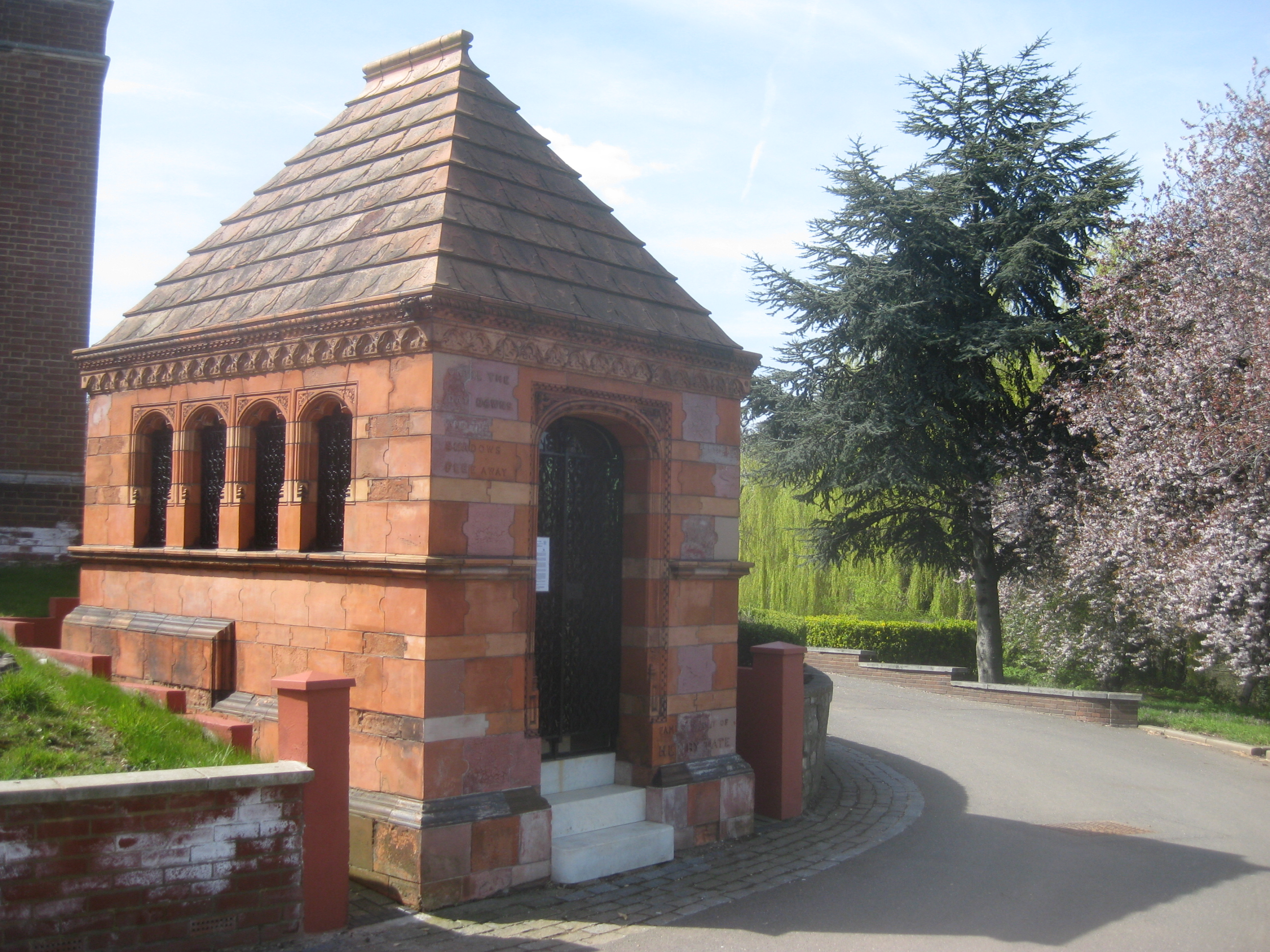
墓地
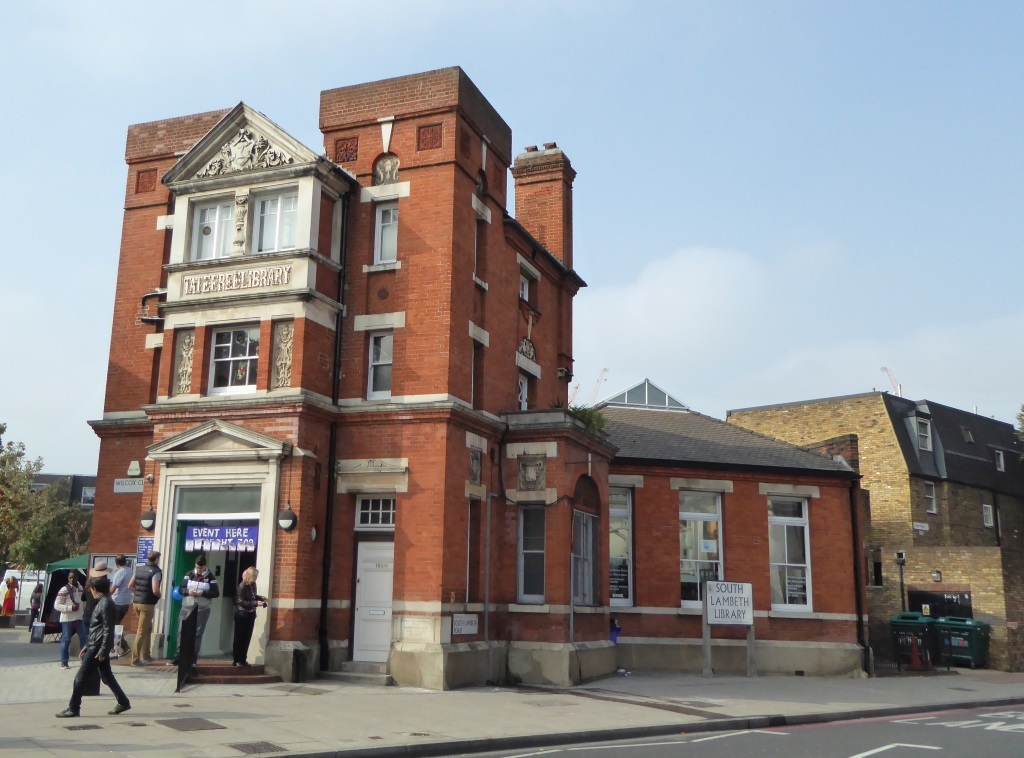
泰特图书馆